# Sojus MS-13
Sojus MS-13 war ein Flug des russischen Sojus-Raumschiffs zur Internationalen Raumstation. Im Rahmen des ISS-Programms trägt der Flug die Bezeichnung ISS AF-59S. Es war der 58. Besuch eines Sojus-Raumschiffs an der ISS und der 165. Flug im Sojusprogramm.
Der Start erfolgte planmäßig am 20. Juli 2019 mit einer Rakete des Typs Sojus-FG vom Kosmodrom Baikonur in Kasachstan. Am 6. Februar 2020 landete das Raumschiff in der Kasachensteppe. Es handelte sich um den vorletzten Flug dieser Raketenversion, die mit der Mission Sojus MS-15 außer Dienst gestellt wurde.

## Besatzung

### Hinflug

#### Hauptbesatzung
- Alexander Skworzow (3. Raumflug), Kommandant (Russland/Roskosmos)[4]
- Luca Parmitano (2. Raumflug), Bordingenieur (Italien/ESA)
- Andrew R. Morgan (1. Raumflug), Bordingenieur (USA/NASA)

#### Ersatzmannschaft
- Sergei Ryschikow (2. Raumflug), Kommandant (Russland/Roskosmos)
- Thomas Marshburn (3. Raumflug), Bordingenieur (USA/NASA)
- Sōichi Noguchi (3. Raumflug), Bordingenieur (Japan/JAXA)

### Rückflug
- Alexander Alexandrowitsch Skworzow, Kommandant
- Luca Parmitano, Bordingenieur
- Christina Koch, Bordingenieurin (Hinflug mit Sojus MS-12)

## Missionsbeschreibung
Die Mission brachte drei Besatzungsmitglieder der ISS-Expeditionen 60 und 61 zur Internationalen Raumstation. Andrew Morgan nahm zusätzlich auch an der Expedition 62 teil. An seiner Stelle kehrte die mit Sojus MS-12 angekommene Christina Koch mit Sojus MS-13 zurück. Sie stellte damit einen neuen Rekord für den längsten Aufenthalt einer Frau im Weltraum auf.
Sojus MS-13 dockte planmäßig im „Express-Modus“, d. h. nach sechs Stunden und vier Erdumläufen, am russischen Wohn- und Arbeitsmodul Swesda an. Am 26. August wurde das Schiff zum Poisk-Modul umgeparkt, um Platz für die unbemannte Sojus MS-14 zu machen. Zuvor war ein Kopplungsversuch von MS-14 an Posik wegen eines Elektronikdefekts im dortigen Kurs-Dockingsystem gescheitert. Sojus-Raumschiffe können nicht ferngesteuert werden, sodass ein unbemanntes Schiff auf das automatisch arbeitende Kurs-System angewiesen ist. Sojus MS-13 wurde hingegen für das Umparkmanöver manuell von Alexander Skworzow geflogen. Luca Parmitano und Andrew Morgan begleiteten ihn dabei, da Sojus MS-13 ihr gemeinsames Rettungsschiff war. Im Störungsfall hätten sie den Flug abgebrochen und wären zusammen gelandet.
Nach gut 200 Tagen Aufenthalt koppelte das Raumschiff am 6. Februar 2020 wieder von der Station ab, damit begann auf der Station die ISS-Expedition 62 mit Oleg Skripotschka als Kommandant. Die Raumkapsel landete etwa 146 Kilometer ostsüdöstlich von Schesqasghan in der Kasachensteppe. Die Crew wurde wohlbehalten geborgen.

## Galerie

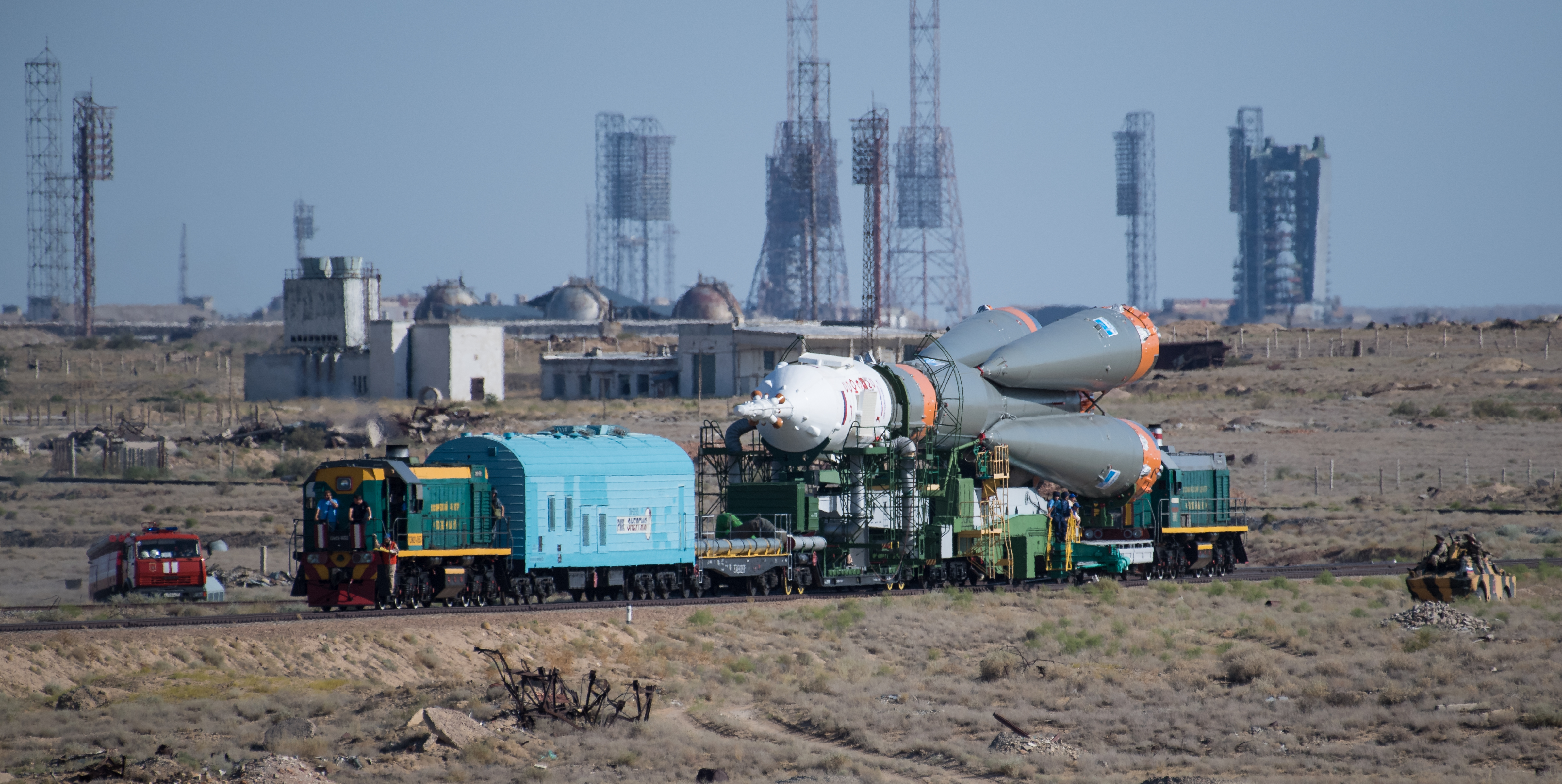
Der Rollout der Rakete am 18. Juli 2019
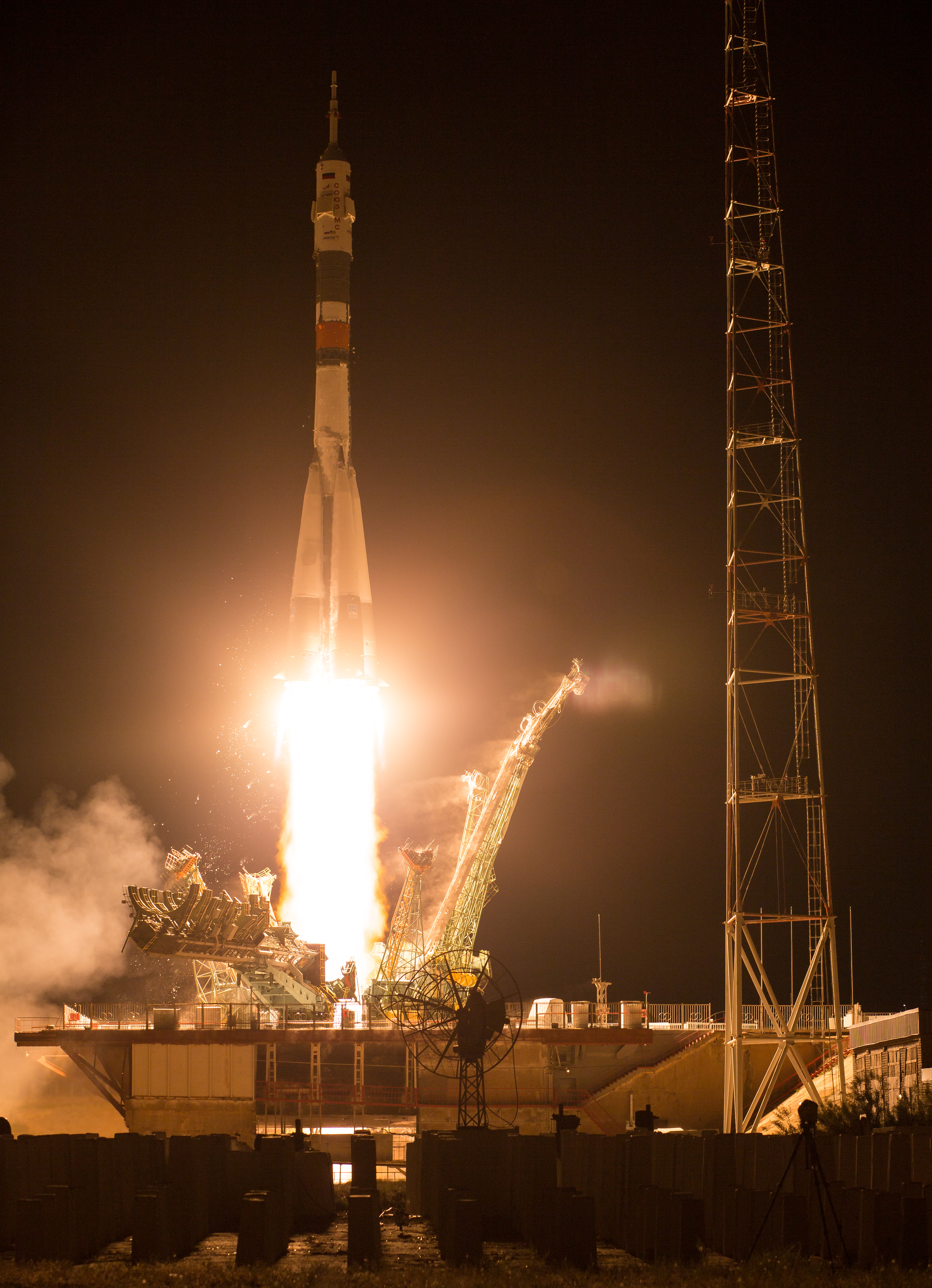
Der Start am 20. Juli
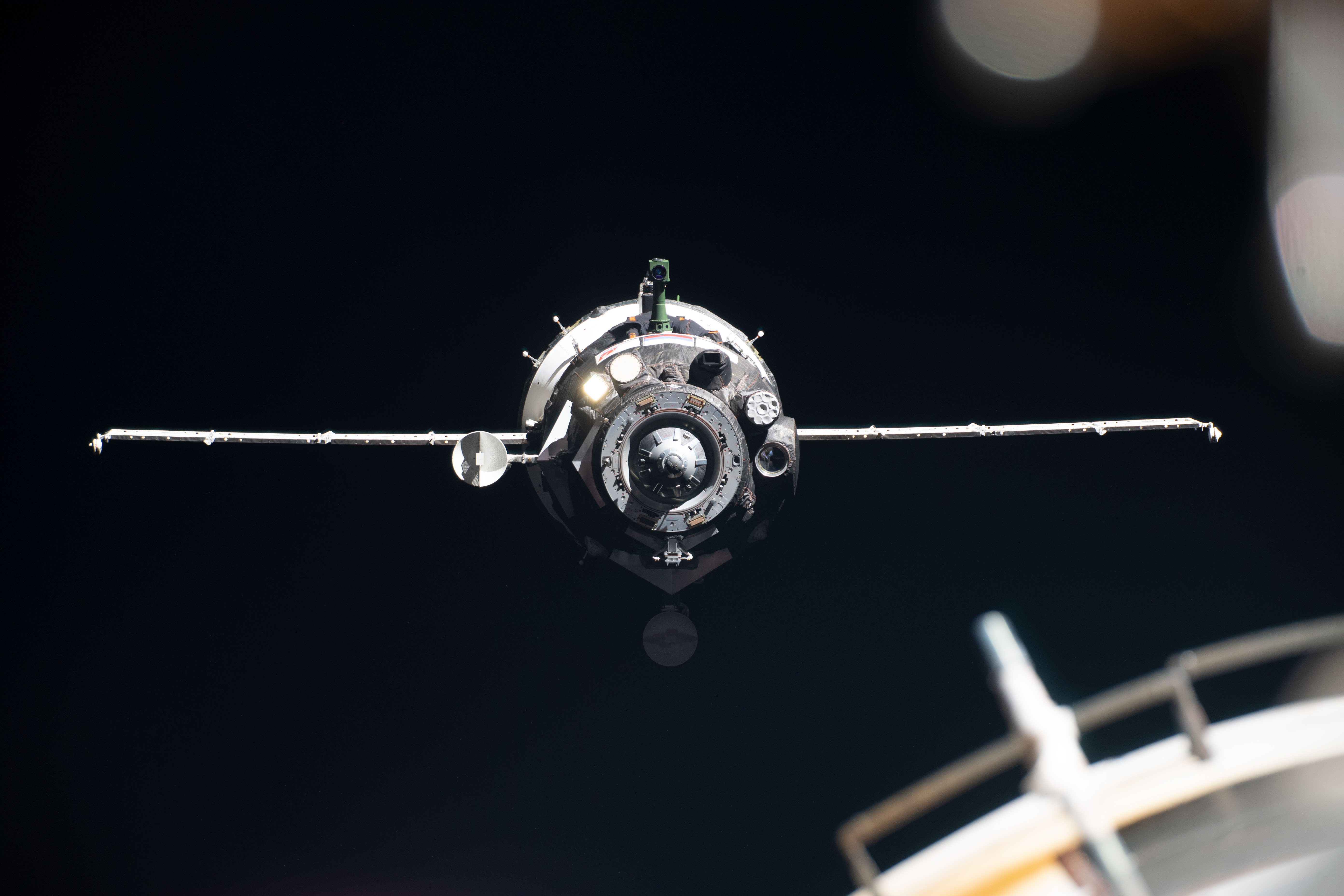
Ankunft an Swesda am selben Tag
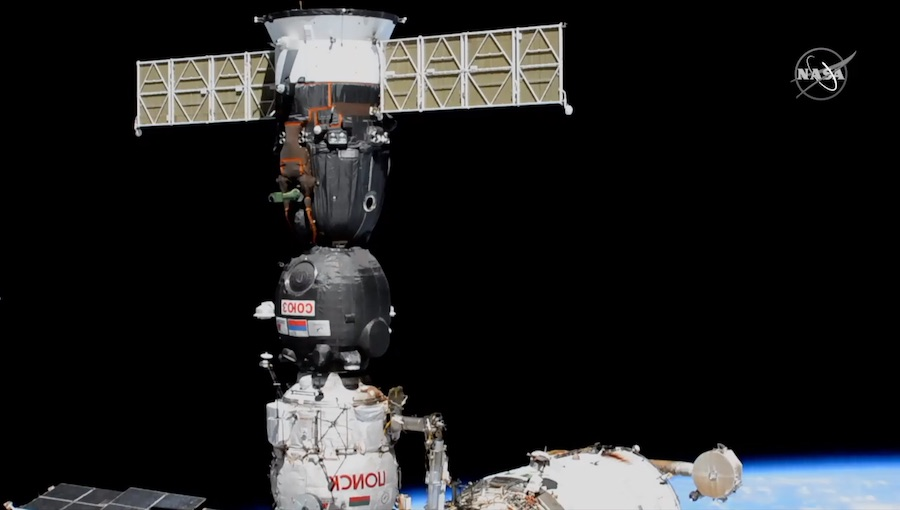
Nach der Umsetzung an Poisk am 26. August
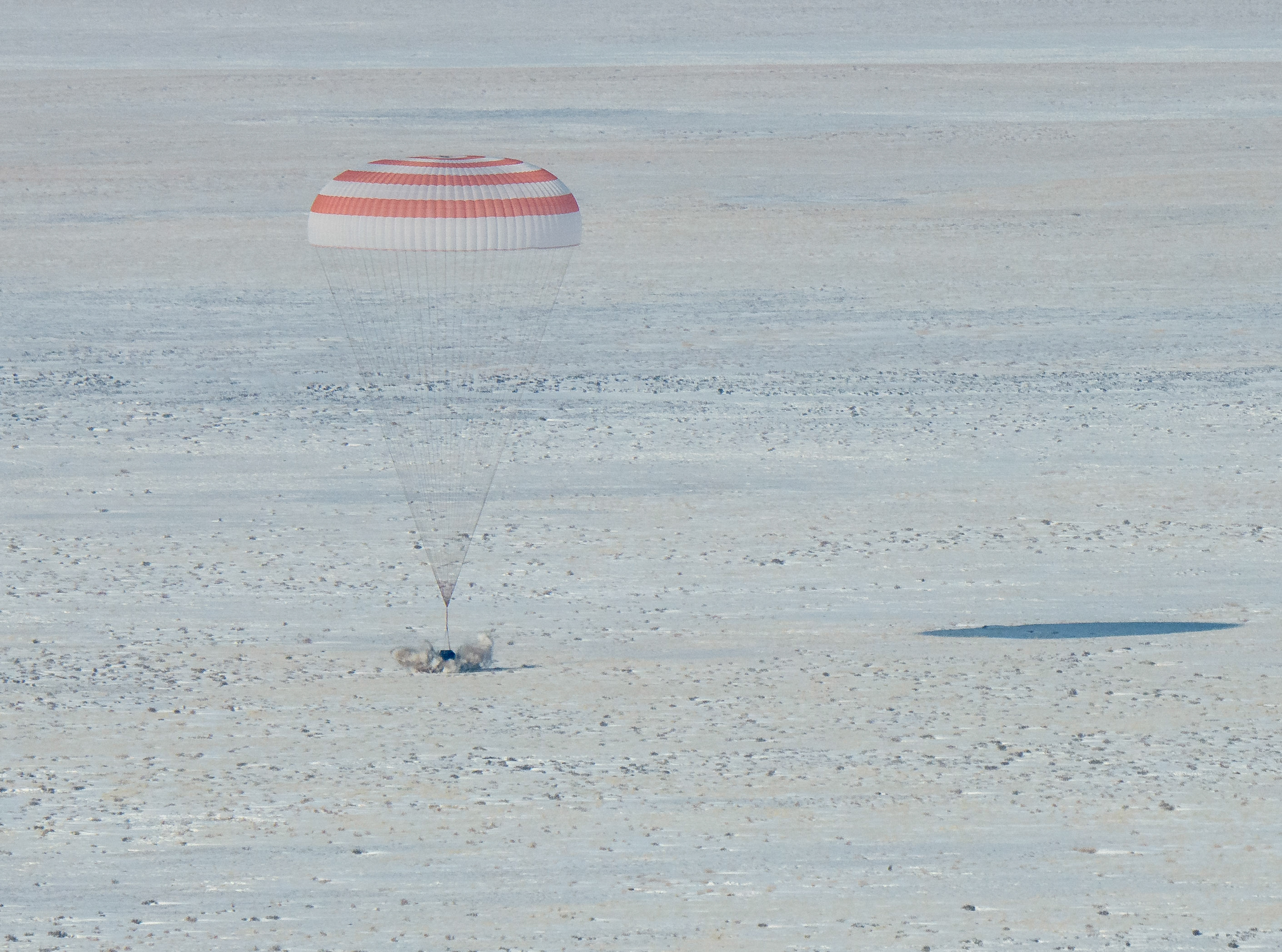
Die Kapsel im Moment des Aufsetzens am 6. Februar 2020
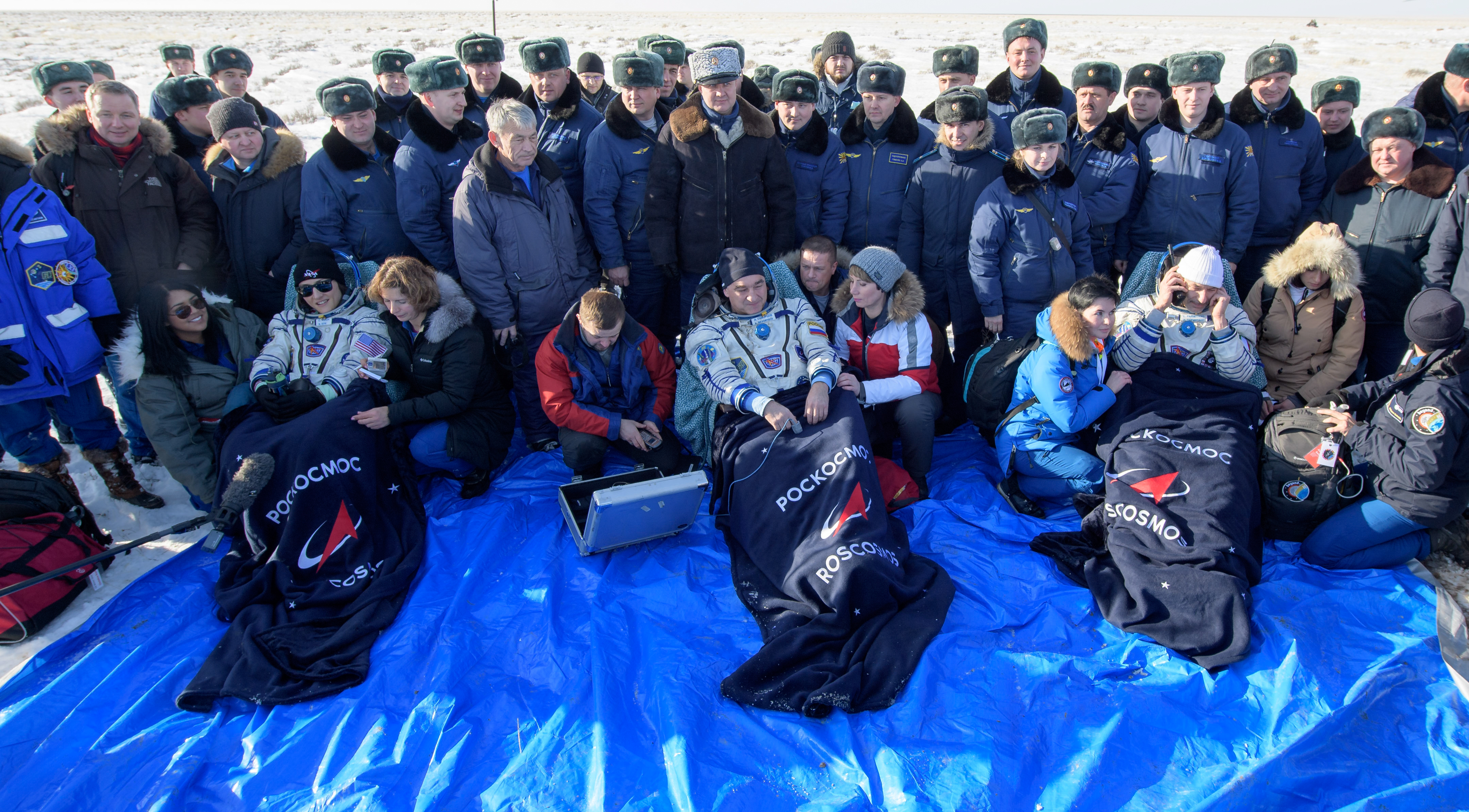
Die Crew mit den Helfern kurz nach der Landung